# 宮西真冬
宮西 真冬（みやにし まふゆ、1984年 -）は、日本の小説家、推理作家。

## 経歴・人物
山口県出身。メフィスト賞に応募した『秘密の花園』が賞の座談会に残る。2016年、心理サスペンス『誰かが見ている』で第52回メフィスト賞を受賞する。2017年、同作が刊行され、覆面作家としてデビューする。大学時代には映画サークルに入っていて、シナリオを書いていた。影響を受けた作家として、辻村深月や村山由佳を挙げており、好きなミステリ作品として、辻村の『スロウハイツの神様』を挙げている。趣味は、読書と映画鑑賞。

## 作品リスト

### 単著
- 誰かが見ている（2017年4月 講談社 ISBN 978-4-06-220470-5 / 2021年2月 講談社文庫 ISBN 978-4-06-522541-7）
- 首の鎖（2018年5月 講談社 ISBN 978-4-06-221073-7 / 2021年6月 講談社文庫 ISBN 978-4-06-523769-4）
- 友達未遂（2019年4月 講談社 ISBN 978-4-06-513965-3 / 2021年10月 講談社文庫 ISBN 978-4-06-525729-6）
- 毎日世界が生きづらい（2021年10月 講談社 ISBN 978-4-06-525890-3 / 2024年5月 講談社文庫 ISBN 978-4-06-535451-3）
- 彼女の背中を押したのは（2022年2月 KADOKAWA ISBN 978-4-04-111389-9）

### アンソロジー
「」内が宮西真冬の作品
- Story for you（2021年3月 講談社 ISBN 978-4-06-522796-1）「一日経ってから開封してください」
- 黒猫を飼い始めた（2023年2月 講談社 ISBN 978-4-06-530632-1 / 2025年5月 講談社文庫 ISBN 978-4-06-538512-8）「メールが届いたとき私は」

### 雑誌等掲載作品
小説
- 「彼女の背中を押したのは」 - 『カドブン ノベル』2020年12月号（KADOKAWA）
- 「メールが届いたとき私は」 - 「Mephisto Readers Club」2022年3月28日（講談社）

エッセイ
- 「思い出ステーション」 - 『小説すばる』2017年8月号（集英社）
- 「リレーエッセイ 私のとっておきシネマ 第213回」 - 『小説推理』2019年4月号（双葉社）
- 「あとがきのあとがき『友達未遂』」 - 『メフィスト』2019 VOL.2（2019年8月、講談社）